# Новокатьощине
Новокатьо́щине — село в Україні, у Томаківській селищній громаді Нікопольського району Дніпропетровської області. Населення — 165 мешканців.

## Географія
Село Новокатьощине знаходиться на відстані 0,5 км від села Чайки та за 1,5 км від села Петрівське (Запорізький район). По селу протікає пересихаючий струмок з загатою.

## Інтернет-посилання
- Погода в селі Новокатьощине [Архівовано 20 грудня 2011 у Wayback Machine.]